# Coupe de Ville
Coupe de Ville (bra: O Cadillac Azul) é um filme norte-americano de comédia dramática do ano de 1990, dirigido por Joe Roth e escrito por Mike Binder. É estrelado por Daniel Stern, Arye Gross, e Patrick Dempsey como três irmãos muito diferentes que à pedido de seu pai levam um Cadillac DeVille de Detroit para Miami.

## Sinopse
Em 1963, três irmãos que não se suportam são reunidos pelo pai para uma missão muito especial: entregar um presente para sua mãe no seu aniversário. A entrega não seria tão simples, já que o presente era um clássico Cadillac azul, que deveria ser levado intacto, sem nenhum arranhão de Michigan para a Flórida. Os jovens cruzam o país de norte a sul e suas antagônicas personalidades contribuem para tornar a viagem ainda mais conturbada. Essa comédia, baseada em história real, mostra que mesmo pessoas diferentes podem se unir quando têm um objetivo em comum.

## Elenco
- Patrick Dempsey .... Robert "Bobby" Libner
- Arye Gross .... Buddy Libner
- Daniel Stern .... Marvin Libner
- Alan Arkin .... Fred "Pop" Libner
- Rita Taggart .... Betty Libner
- Annabeth Gish .... Tammy
- Joseph Bologna .... Tio Phil Libner
- James Gammon .... Dr. Sturgeon
- Ray Lykins .... Rick
- Chris Lombardi .... Raymond
- Josh Segal .... Billy Sturgeon

## Lançamento e recepção

### Bilheteria
O filme foi um fracasso de bilheteria, em sua semana de estreia (3/9-11), não chegou sequer nas paradas, só arrecadando 66 871 dólares. No final, Coupe de Ville só foi visto em 170 cinemas e arrecadou 715 983 dólares nos EUA.